# Mehmet Boztepe
Mehmet Boztepe (Elazığ, 16 januari 1988) is een Turks-Duits voetballer die als middenvelder speelt.

## Borussia Dortmund
Boztepe heeft 2007 in de jeugdopleiding van Borussia Mönchengladbach gezeten. Omdat hij hierna de overstapt van het tweede elftal van Borussia Dortmund naar het eerste elftal niet wist te maken, koos hij er voor in 2011 om de overstap te maken naar Eskişehirspor.

## Voetballen in Turkije
Bij Eskişehirspor kwam Boztepe niet aan voetballen toe. Doordat de club zijn contract niet meer kon betalen werd hij transfervrij verklaard. Hij dacht in zijn geboorteplaats aan de slag te gaan bij Elazığspor maar bleek niet speelgerechtigd waarna hij in de winterstop van het seizoen 2011/2012 naar FC Emmen vertrok.

## Emmen
Op 20 februari 2012 maakte hij zijn in het professionele voetbal en voor FC Emmen in de met 1-2 verloren wedstrijd tegen FC Dordrecht. Hij speelde in totaal vijftien wedstrijden. 

## Duitsland
Boztepe verliet in augustus van dat jaar Emmen en ging terug in de Duitse competitie voetballen. In het seizoen 2012-13 was hij actief bij Wuppertaler SV. Hij kon de club niet behoeden voor degradatie naar de Oberliga. Na de degradatie ging Boztepe aan de slag bij SSVg Velbert waar hij weer in de Regionalliga aantreedt. 

## Carrièrestatistieken
| Seizoen   | Club                 | Wedstrijden | Doelpunten |
| --------- | -------------------- | ----------- | ---------- |
| 2007-2011 | Borussia Dortmund II | 71          | 11         |
| 2011-2012 | Eskişehirspor        | 0           | 0          |
| 2011-2012 | FC Emmen             | 15          | 0          |
| 2012-2013 | Wuppertaler SV       | 28          | 2          |
| 2013-2014 | SSVg Velbert         | 12          | 1          |

## Interlands
| Team | Aantal wedstrijden | Doelpunten |
| ---- | ------------------ | ---------- |
| -20  | 2                  | 0          |
| -21  | 5                  | 1          |